# Церква святих чудотворців і безсрібників Косми і Дам'яна (Забойки)
Церква святих чудотворців і безсрібників Косми і Дам'яна в Забойках — парафія і храм греко-католицької громади Великоглибочанського деканату Тернопільсько-Зборівської архієпархії Української греко-католицької церкви в селі Забойки Тернопільського району Тернопільської области.

## Історія церкви
Село Забойки згадується в архівних джерелах як таке, що майже вимерло під час Визвольної війни Богдана Хмельницького через невідому хворобу, від якої вижило лише шестеро осіб. Греко-католицька парафія діяла до 1946 року і була відновлена в лоні УГКЦ у 1991 році.
Храм був збудований у 1897 році завдяки пожертвам парафіян. У період 1946–1990 років у селі діяла підпільна громада УГКЦ, а церкву тимчасово використовувала громада РПЦ. У 1993 році храм був розписаний, а у 2005 році Василь Бронецький створив іконостас.
У 2011 році парафію відвідав архиєпископ і митрополит Тернопільсько-Зборівський Василій Семенюк. При парафії діють такі спільноти: Вівтарна і Марійська дружини, братство Матері Божої Неустанної Помочі та спільнота «Матері в молитві». На території парафії встановлено три придорожні хрести та три фігури. У власності громади також є парафіяльний дім.

## Парохи
- о. Тимофій Бордуляк (1930-ті),
- о. Мирон їжак (1937—1944),
- о. Ігор Возьняк (1991),
- о. Йосафат Говера (1991—1992),
- о. Роман-Любомир Кузьменко (1992—1994),
- о. Василь-Олег Кривобочок (1994—1995),
- о. Тарас Юречко (з 1995).